# Molly Hannis
Molly Hannis (Santa Rosa (Californië), 13 maart 1992) is een Amerikaanse zwemster.

## Carrière
Op de 2016 US Olympic Trials in Omaha (Nebraska) kwalificeerde Hannis zich, op de 200 meter schoolslag, voor de Olympische Zomerspelen 2016 in Rio de Janeiro. Ze strandde in de halve finale.

## Internationale toernooien
| Jaar | Olympische Spelen   | WK langebaan  | WK kortebaan | PanPacs       | Pan-Ams            |
| ---- | ------------------- | ------------- | --- | ------------- | ------------------ |
| 2016 | 16e 200m schoolslag |               | 50m schoolslag · 100m schoolslag · 8e 200m schoolslag · 4x50m wisselslag · Hannis zwom enkel de series · 4x100m wisselslag · Hannis zwom enkel de series |               |                    |
| 2017 |                     | geen deelname | |               |                    |
| 2018 |                     |               | geen deelname | geen deelname |                    |
| 2019 |                     | geen deelname | |               | 6e 100m schoolslag |

## Persoonlijke records
Bijgewerkt tot en met 23 augustus 2020
Kortebaan
| Afstand         | Tijd    | Datum            | Plaats    |
| --------------- | ------- | ---------------- | --------- |
| 50m schoolslag  | 29,05   | 20 december 2019 | Las Vegas |
| 100m schoolslag | 1.03,89 | 10 december 2016 | Windsor   |
| 200m schoolslag | 2.20,82 | 11 december 2016 | Windsor   |

Langebaan
| Afstand         | Tijd    | Datum           | Plaats |
| --------------- | ------- | --------------- | ------ |
| 50m schoolslag  | 29,71   | 13 januari 2018 | Austin |
| 100m schoolslag | 1.05,78 | 28 juli 2018    | Irvine |
| 200m schoolslag | 2.24,39 | 1 juli 2016     | Omaha  |